# Великите българи
„Великите българи“ е кампания на БНТ, целяща да покаже гледната точка на днешните българи към величието. Тя е по британски лиценз. Кампанията се провежда в периода от 9 юни 2006 г. до края на февруари 2007 и преминава през два етапа.
През първия етап на кампанията всеки може да прави предложения за велики българи на сайта на кампанията, чрез sms или телефонно обаждане, в резултат на което са предложени 2710 българи. На 23 декември, в телевизионно шоу, БНТ обявява 100-те българи, събрали най-много зрителски гласове, като първите десет са подредени по азбучен ред. След 23 декември започва втория етап, по време на който се гласува за личностите от първата десетка. През този период за всяка една от личностите в Топ 10 се произвежда и излъчва по един документален филм.
Кампанията поражда много спорове, тъй като наред с национални герои на челни места в класацията попадат и твърде противоречиви личности от съвременността.

## Финално подреждане
На 17 февруари 2007 г. е обявен финалният резултат от гласуването:
1. Васил Левски
2. Петър Дънов
3. Аспарух
4. Симеон I
5. Христо Ботев
6. Борис I
7. Константин-Кирил Философ и Методий
8. Стефан Стамболов
9. Иван Вазов
10. Паисий Хилендарски
11. Джон Атанасов
12. Христо Стоичков
13. Ванга
14. Тодор Живков
15. Георги Аспарухов – Гунди
16. Калоян
17. Крум
18. Иван Асен II
19. Владимир Димитров – Майстора
20. Иван Рилски
21. Азис
22. Иван Костов
23. Алеко Константинов
24. Волен Сидеров
25. Георги Бенковски
26. Нено Юруков – учител по физика от софийската немска гимназия
27. Слави Трифонов
28. Никола Вапцаров
29. Бойко Борисов
30. Лили Иванова
31. Дан Колов
32. Кубрат
33. Тонка Обретенова
34. Георги Раковски
35. Петко войвода
36. Райна Княгиня
37. Валя Балканска
38. Георги Димитров
39. Албена Денкова
40. Гена Димитрова
41. Евлоги Георгиев и Христо Георгиев
42. Атанас Буров
43. Колю Фичето
44. Емил Димитров
45. Евтимий
46. Самуил
47. Александър Стамболийски
48. Георги Парцалев
49. Захарий Стоянов
50. Николай Хайтов
51. Климент Охридски
52. Веселин Топалов
53. Йордан Йовков
54. Гоце Делчев
55. Пейо Яворов
56. Райна Кабаиванска
57. Тервел
58. Ахмед Доган
59. Хаджи Димитър
60. Борис III
61. Нешка Робева
62. Невена Коканова
63. Борис Христов
64. Йордан Радичков
65. Яне Сандански
66. Димитър Пешев
67. Елин Пелин
68. Васил Априлов
69. Апостол Карамитев
70. Георги Първанов
71. Димчо Дебелянов
72. Захари Зограф
73. Панайот Волов
74. Сергей Станишев
75. Симеон Сакскобургготски
76. Людмила Живкова
77. Димитър Миладинов и Константин Миладинов
78. Стефан Караджа
79. Николай Гяуров
80. Стоянка Мутафова
81. Димитър Списаревски
82. Любен Каравелов
83. Стефка Костадинова
84. Христо Смирненски
85. Георги Иванов
86. Петър Берон
87. Валери Петров
88. Георги Калоянчев
89. Гео Милев
90. Софроний Врачански
91. Екатерина Дафовска
92. Димитър Талев
93. Тодор Александров
94. Пенчо Славейков
95. Филип Кутев
96. Кракра Пернишки
97. Ивет Лалова
98. Панайот Хитов
99. Омуртаг
100. Асен Златаров